# FC Iskra-Stal Rîbnița
El FC Iskra-Stal Rîbnița es un club de fútbol moldavo de la ciudad de Rîbnița, en la República de Transnistria y fundado en 2005. El equipo disputa sus partidos como local en el Estadio Gorodskoi y juega en la Divizia Națională.

## Palmarés
- Copa de Moldavia: 1

2011

## Participación en competiciones internacionales

### UEFA
| Temporada | Torneo             | Ronda             | Club                  | Casa | Visita | Global |
| --------- | ------------------ | ----------------- | --------------------- | ---- | ------ | ------ |
| 2009–10   | UEFA Europa League | 2ª Clasificatoria | PFC Cherno More Varna | 0–3  | 0–1    | 0–4    |
| 2010–11   | UEFA Europa League | 2ª Clasificatoria | IF Elfsborg           | 0–1  | 1–2    | 1–3    |
| 2011–12   | UEFA Europa League | 2ª Clasificatoria | Varazdin              | 1–1  | 1–3    | 2–4    |

### Otros torneos
| Temporada | Torneo         | Ronda          | Club                | Resultado |
| --------- | -------------- | -------------- | ------------------- | --------- |
| 2011      | Copa de la CEI | Fase de grupos | Esteghlal Dushanbe  | 1–1       |
| 2011      | Copa de la CEI | Fase de grupos | Neftchi Kochkor-Ata | 1–0       |
| 2011      | Copa de la CEI | Fase de grupos | Inter Baku          | 0–1       |